# Liste der denkmalgeschützten Objekte in Grinzens
Die Liste der denkmalgeschützten Objekte in Grinzens enthält die denkmalgeschützten, unbeweglichen Objekte der Gemeinde Grinzens.

## Denkmäler
| Foto |                 | Denkmal | Standort                                      | Beschreibung | Metadaten |
| ---- | --------------- | --- | --------------------------------------------- | --- | --- |
| ja   | Datei hochladen | Kath. Pfarrkirche hl. Antonius v. Padua mit Friedhofskapelle und Friedhofskreuz HERIS-ID: 55383 Objekt-ID: 64015 TKK: 19488, 35690, 147829, … | bei Kirchgasse 9 Standort KG: Grinzens        | Die Pfarrkirche in Untergrinzens wurde 1952–1954 nach Plänen von Jakob Walcher erbaut. Das rechteckige, durch Strebepfeiler gegliederte Langhaus mit Walmdach mündet in einen niedrigen, quadratischen Chor im Westen und ist durch die nach Süden offene Vorhalle mit der Friedhofskapelle verbunden. An den quadratischen Südturm mit Zeltdach ist die Sakristei angebaut. Der Innenraum ist mit einer flachen Kassettendecke versehen. Der nördlich an die Kirche anschließende Friedhof mit Friedhofskapelle und Friedhofskreuz wurde um 1952 angelegt und 1994 nach Westen erweitert. | BDA-Hist.: Q38065196 Status: § 2a Stand der BDA-Liste: 2025-06-30 Name: Kath. Pfarrkirche hl. Antonius v. Padua mit Friedhofskapelle und Friedhofskreuz GstNr.: .271 Pfarrkirche hl. Antonius, Grinzens |
| ja   | Datei hochladen | Bichl-Kapelle, Heiligkreuzkapelle HERIS-ID: 68583 Objekt-ID: 81615 TKK: 35693                                                                 | gegenüber Kirchgasse 41 Standort KG: Grinzens | Die gemauerte einjochige Kapelle mit Satteldach und hölzernem Dachreiter über 3/8-Chorschluss wurde um 1688 erbaut und ist im Giebelfeld inschriftlich 1735 datiert. Der Innenraum weist ein Tonnengewölbe mit Stichkappen und Pilastergliederung auf. | BDA-Hist.: Q38120125 Status: § 2a Stand der BDA-Liste: 2025-06-30 Name: Bichl-Kapelle, Heiligkreuzkapelle GstNr.: .23                                                                                   |
| ja   | Datei hochladen | Tafel-Kapelle HERIS-ID: 68901 Objekt-ID: 81939 TKK: 35694                                                                                     | gegenüber Tafelweg 9 Standort KG: Grinzens    | Die in den Hang gebaute, einjochige gemauerte Kapelle mit Rundapsis stammt aus der zweiten Hälfte des 18. Jahrhunderts. Sie ist mit einem Satteldach mit einem großen hölzernen Dachreiter gedeckt. Im Giebelfeld befindet sich eine Darstellung der Madonna mit Kind in Wolkenaureole. Der Innenraum weist ein Tonnengewölbe und einen Chor mit Halbkuppel auf. | BDA-Hist.: Q38120920 Status: § 2a Stand der BDA-Liste: 2025-06-30 Name: Tafel-Kapelle GstNr.: .64 Tafel-Kapelle (Grinzens)                                                                              |